# Cristiana Arcangeli
Cristiana Arcangeli (São Paulo, 18 de março) é uma empresária brasileira, conhecida por ter organizado os primeiros eventos de moda do Brasil e por suas participações nos reality shows Aprendiz Universitário, Extreme Makeover Social e no game show Shark Tank Brasil.

## Biografia
De origem paterna italiana, Cristiana Arcangeli formou-se em odontologia em 1981 e atuou nessa profissão até ingressar no ramo de cosméticos em 1985, quando criou a empresa Phytoervas através de um investimento de 1 milhão de dólares. Apesar da crise econômica provocada pelo Plano Cruzado, a empresa sobreviveu e passou a faturar 200 mil dólares por mês no final da década de 1980.
Em 1985, a Phytoervas inaugurou uma nova fábrica e investiu 2,5 milhões de dólares em uma nova linha de produtos. Posteriormente, Arcangeli diversificou seus negócios, investindo na representação de marcas estrangeiras de cosméticos (Chanel, Clarins, Puig) e no mercado da moda, criando o "Phytoervas Fashion" em parceria Paulo Borges (em 1996 Arcangeli e Borges encerram sua parceria e Borges lançou o Morumbi Fashion). Em 1998, Arcangeli vendeu a marca Phytoervas para o grupo Bristol-Myers Squibb.
Em 2023, Arcangeli, através do seu grupo, apresentou na Expo Empreendedor, doze empresas em que possui participação, dos ramos cosméticos, eventos (BVolt), investimentos (Fundo Phenix), moda e tecnologia (Lysa). Arcangeli também é CEO da Beauty'in.

### Na mídia
Sua primeira incursão na mídia ocorreu em 1998, quando participou de programas na Rede Manchete. Arcangeli iniciou sua carreira como apresentadora na Rede TV! em 2003, com o programa Manual, que depois passou a ser transmitido pela rádio Alpha FM no formato de boletins diários.
Ela também foi conselheira de João Doria Júnior no reality show Aprendiz Universitário, exibido na Rede Record em 2010. Também na Rede Record e foi apresentadora do reality show Extreme Makeover Social. Em setembro de 2016, passou a integrar a equipe de "tubarões" do game show Shark Tank Brasil no Canal Sony.